# Europameisterschaften 2029
Als Europameisterschaft 2029, auch EM 2029, Euro 2029, bezeichnet man folgende Europameisterschaften, die im Jahr 2029 stattfinden sollen:
- Basketball-Europameisterschaft 2029
- Basketball-Europameisterschaft der Damen 2029
- Fußball-Europameisterschaft der Frauen 2029